# San Gregorio Magno al Celio
San Gregorio Magno al Celio, ook bekend als Santi Andrea e Gregorio al Monte Celio of San Gregorio al Celio of korter San Gregorio, is een kerk te Rome. De kerk bevindt zich op de Coelius, een van de zeven heuvels van Rome.
De eerste kerk op deze plaats werd gebouwd in 575 als bidkapel ter ere van Sint Andreas bij het huis van de latere Paus Gregorius I. Het huidige bouwwerk is van de hand van Giovanni Battista Soria (1629-1633); Francesco Ferrari ontwierp het interieur (1725-1734).
Voor de kerk staat een brede trap, die oploopt vanuit de Via di San Gregorio, de straat die de Coelius en de Palatijn scheidt. De voorgevel in travertijn lijkt op die van de San Luigi dei Francesi. Voor men de kerk binnengaat, moet men eerst langs een portiek, waar enkele graftombes staan, onder andere van een 17e-eeuwse geestelijke (op deze plaats stond vroeger de tombe van Imperia, minnares van de rijke bankier Agostino Chigi (1511).
Binnenin zijn ornamenten te zien van Ferrari. Achteraan het schip staat het altaar van Sint Gregorius de Grote, daterend uit de 15e eeuw. De Cappella Salviati werd ontworpen door Francesco da Volterra en voltooid door Carlo Maderno in 1600; deze kapel bevat een antiek fresco dat volgens een legende zou gesproken hebben met Sint Gregorius. Ook staat er een marmeren altaar van Andrea Bregno en zijn leerlingen uit 1469.
Links van de kerk staan drie kapellen bij elkaar. Deze werden gebouwd in opdracht van kardinaal Cesare Baronio in het begin van de 17e eeuw, als herinnering aan het oorspronkelijke klooster dat er stond. De middelste kapel, gewijd aan Sint Andreas, bevat fresco’s van Domenichino, Pomarancio en Guido Reni. Rechts staat de kapel van Sint Silvia, de moeder van Sint Gregorius (waarschijnlijk is de kapel gebouwd op haar graf). De kapel van de Heilige Barbara bevat het beroemde triclinium, een tafel met drie aanligbanken, waar Sint Gregorius de armen van maaltijden voorzag. De tafel zelf is van marmer. Rond de kerk zijn nog resten terug te vinden van de Agapetische bibliotheek en van een Romeinse winkel.

## Titelkerk
De San Gregorio Magno al Celio werd tot titelkerk verheven door Paus Gregorius XVI op 8 juni 1839. Houders van de titel waren:
- Ambrogio Bianchi (11 juli 1839 - 3 maart 1856)
- Michele Viale Prelà (18 september 1856 - 15 mei 1860)
- Angelo Quaglia (30 september 1861 - 27 augustus 1872)
- Henry Edward Manning (31 maart 1875 - 14 januari 1892)
- Herbert Vaughan (19 januari 1893 - 19 juni 1903)
- Alessandro Lualdi (18 april 1907 - 12 november 1927)
- Jusztinián Serédi (22 december 1927 - 29 maart 1945)
- Bernard William Griffin (22 februari 1946 - 20 augustus 1956)
- John Francis O'Hara (18 december 1958 - 28 augustus 1960)
- José Humberto Quintero Parra (19 januari 1961 - 8 juli 1984)
- Edmund Casimir Szoka (28 juni 1988 - 20 augustus 2014)
- Francesco Montenegro (14 februari 2015 - heden)

## Graftombe
- Placido Zurla (1769-1834), kardinaal-vicaris van Rome

Sant'Agnese fuori le mura · 
Sant'Agnese in Agone · 
Sant'Agostino · 
Sant'Alberto Magno · 
Basilica di Santa Anastasia · 
Sant'Andrea al Quirinale · 
Sant'Andrea delle Fratte · 
Sant'Andrea della Valle · 
Sant'Andrea in Via Flaminia · 
Sant'Angela Merici · 
Santi Angeli Custodi a Città Giardino · 
Sant'Anselmo all'Aventino · 
Sant'Antonio da Padova all'Esquilino · 
Sant'Antonio da Padova in Via Tuscolana · 
Sant’Antonio di Padova a Circonvallazione Appia · 
Sant'Antonio in Campo Marzio · 
Sant'Apollinare alle Terme Neroniane-Alessandrine · 
Sant'Atanasio · 
Sant'Atanasio a Via Tiburtina · 
Santi Aquila e Priscilla · 
Santa Balbina · 
San Bernardo alle Terme · 
Santi Bonifacio e Alessio · 
San Callisto · 
San Camillo de Lellis · 
San Carlo ai Catinari · 
San Carlo al Corso · 
Basiliek van Santa Cecilia in Trastevere · 
San Cesareo in Palatio · 
Santa Chiara a Vigna Clara · 
San Clemente · 
San Corbiniano · 
Santi Cosma e Damiano in Via Sacra · 
San Crisogono · 
Santa Croce in Gerusalemme · 
Santa Croce in Via Flaminia · 
Sacro Cuore di Cristo Re · 
Sacro Cuore di Gesù · 
Sacro Cuore di Gesù agonizzante a Vitinia · 
Dio Padre Misericordioso · 
Santi XII Apostoli · 
San Domenico di Guzman · 
Santi Domenico e Sisto · 
Sant'Elena fuori Porta Prenestina · 
Sant'Eligio dei Ferrari · 
Sant'Emerenziana a Tor Fiorenza · 
Sant'Eugenio · 
Sant'Eusebio · 
Santi Fabiano e Venanzio a Villa Fiorelli · 
San Felice da Cantalice a Centocelle · 
Santa Francesca Romana · 
San Francesco a Ripa · 
San Francesco di Paola ai Monti · 
Friezenkerk · 
San Frumenzio ai Prati Fiscali · 
Il Gesù · 
Gesù Divino Lavoratore · 
San Giacomo in Augusta · 
San Gioacchino ai Prati di Castello · 
Santi Gioacchino e Anna al Tuscolano · 
San Giovanni a Porta Latina · 
San Giovanni Bosco in via Tuscolana · 
San Giovanni Crisostomo a Monte Sacro Alto · 
San Giovanni dei Fiorentini · 
Santi Giovanni e Paolo · 
Santi Giovanni Evangelista e Petronio · 
San Giovanni Maria Vianney · 
San Girolamo dei Croati · 
San Giuliano Martire · 
San Giustino · 
Gran Madre di Dio · 
San Gregorio Magno al Celio · 
San Gregorio Magno alla Magliana Nuova · 
San Gregorio VII · 
Sant'Ignazio · 
Sint-Jan van Lateranen · 
Sint-Juliaan-der-Vlamingen · 
San Leonardo da Porto Maurizio · 
San Leone I · 
San Liborio · 
San Lorenzo in Damaso ·  
San Lorenzo in Lucina · 
San Lorenzo in Panisperna · 
San Luca a Via Prenestina · 
San Luigi dei Francesi · 
Santuario della Madonna del Divino Amore · 
Madonna dell'Archetto - 
Santi Marcellino e Pietro · 
San Marcello al Corso · 
San Marco · 
Santa Maria ai Monti · 
Santa Maria Ausiliatrice in Via Tuscolana · 
Santa Maria Consolatrice al Tiburtino · 
Santa Maria degli Angeli e dei Martiri · 
Santa Maria dei Miracoli en Santa Maria in Montesanto · 
Santa Maria dell'Anima · 
Santa Maria della Pace · 
Santa Maria della Salute a Primavalle · 
Santa Maria della Scala · 
Santa Maria della Vittoria · 
Santa Maria delle Grazie a Via Trionfale · 
Santa Maria del Popolo · 
Santa Maria del Suffragio · 
Santa Maria di Monserrato · 
Santa Maria Domenica Mazzarello · 
Santa Maria Goretti · 
Santa Maria Immacolata a Grottarossa · 
Santa Maria in Aquiro · 
Santa Maria in Aracoeli · 
Santa Maria in Campitelli · 
Santa Maria in Cappella · 
Santa Maria in Domnica · 
Santa Maria in Transpontina · 
Santa Maria in Trastevere · 
Santa Maria in Trivio · 
Santa Maria in Vallicella · 
Santa Maria in Via · 
Santa Maria in Via Lata · 
Santa Maria Liberatrice a Monte Testaccio · 
Santa Maria Madre della Providenza a Monte Verde · 
Santa Maria Madre del Redentore a Tor Bella Monaca · 
Basiliek van Santa Maria Maggiore · 
Santa Maria Regina degli Apostoli alla Montagnola · 
Santa Maria Regina Mundi a Torre Spaccata · 
Santa Maria sopra Minerva · 
Santa Beata Maria Vergine Addolorata a piazza Buenos Aires · 
San Martino ai Monti · 
Natività di Nostro Signore Gesù Cristo a Via Gallia · 
Santi Nereo e Achilleo · 
San Nicola in Carcere · 
Santissimo Nome di Maria al Foro Traiano · 
Nostra Signora del Sacro Cuore · 
Ognissanti in Via Appia Nuova · 
Sant'Onofrio · 
Sint-Pancratiusbasiliek · 
Pantheon (Rome) · 
San Patrizio ·
Sint-Anna in Lateranen ·
Sint-Paulus buiten de Muren · 
Sint-Pietersbasiliek · 
Santi Pietro e Paolo a Via Ostiense · 
San Pietro in Montorio · 
San Pietro in Vincoli · 
Santa Prassede · 
Preziosissimo Sangue di Nostro Signore Gesù Cristo · 
Santa Prisca · 
Santa Pudenziana · 
Santi Quattro Coronati · 
Santi Quirico e Giulitta · 
Santissimo Redentore e Sant'Alfonso in Via Merulana · 
Santa Sabina · 
San Salvatore in Lauro · 
Sint-Sebastiaan buiten de Muren · 
San Silvestro in Capite · 
Santi Simone e Giuda Taddeo a Torre Angela · 
Sixtijnse Kapel · 
Santa Sofia a Via Boccea · 
Santa Susanna · 
Tempietto van San Pietro in Montorio · 
Santa Teresa al Corso d’Italia · 
Trinità dei Monti · 
Sant’Ugo · 
Beata Vergine Maria del Monte Carmelo a Mostacciano · 
Basilica di San Vitale